# دی‌متیل‌اتانول‌آمین
دی‌متیل‌اتانول‌آمین (به انگلیسی: Dimethylethanolamine) یک ترکیب شیمیایی است. 